# Цуг, Шимон Богумил

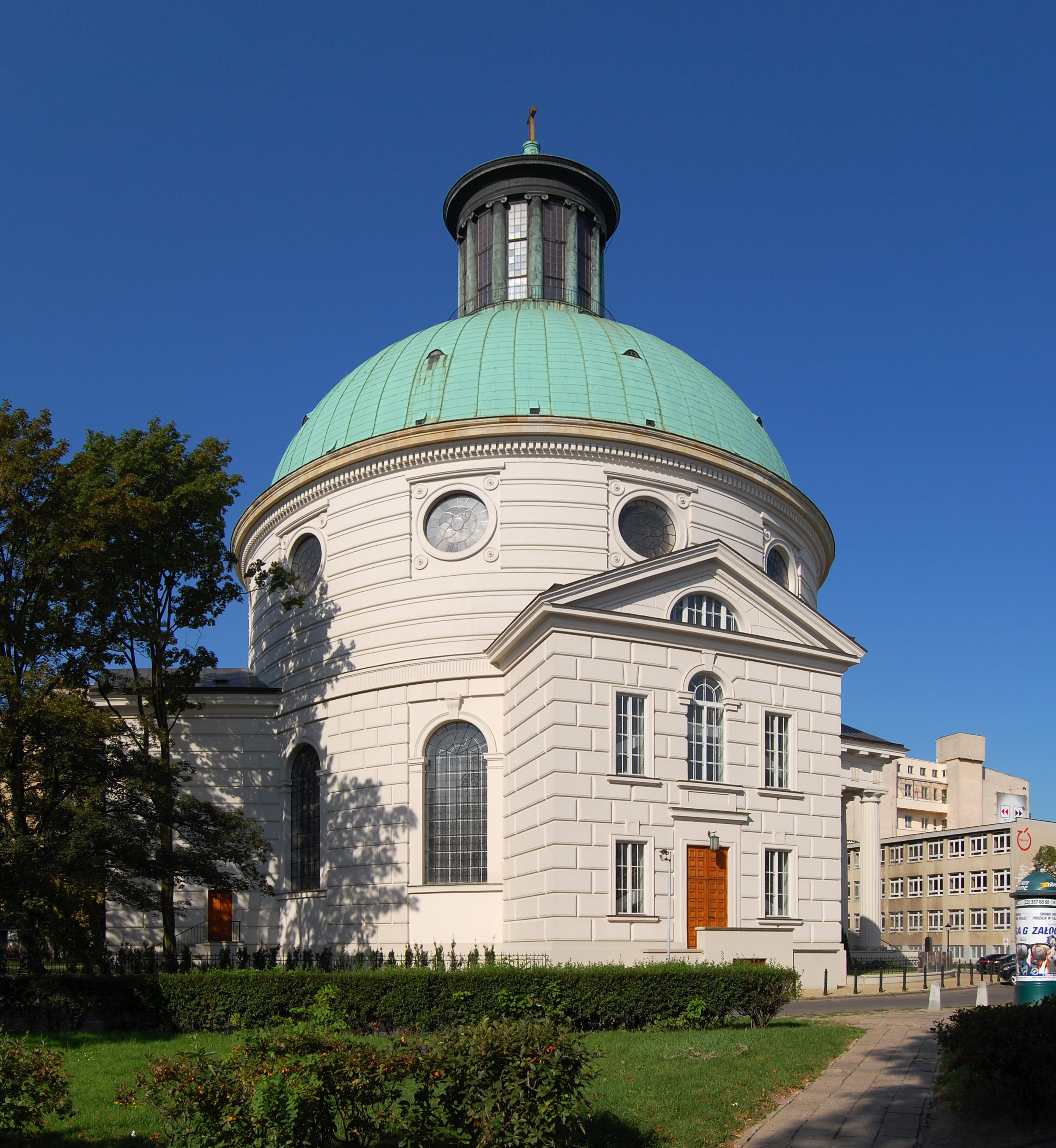
Лютеранская церковь Святой Троицы в Варшаве

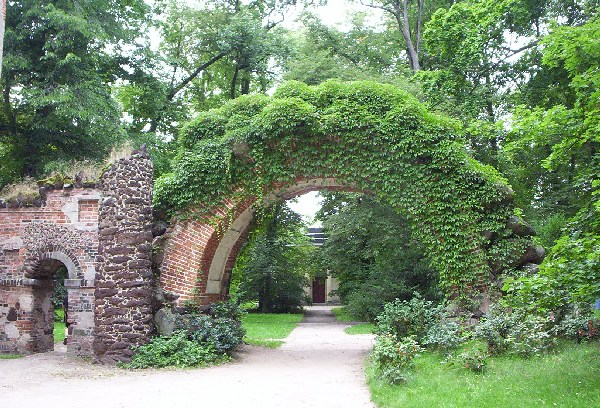
Каменный мост в Аркадии. Лович

Шимон Богумил Цуг (пол. Szymon Bogumił Zug, нем. Simon Gottlieb Zug; 20 февраля 1733, Мерзебург — 11 августа 1807, Варшава) — известный польско-немецкий архитектор, в том числе, ландшафтный, саксонской эпохи. Представитель классицизма.

## Биография
Родился в курфюршестве Саксония. Лютеранин. Ученик Иоганна Готфрида Кноффлера в Дрездене. После его смерти закончил строительство дворцов начатых учителем. С 1756 жил и творил в Варшаве. Бо́льшую часть своей жизни провёл в Речи Посполитой. В 1768 году получил шляхетство.
Считается одним из самых универсальных и плодовитых архитекторов своей эпохи. Автор нескольких десятков проектов дворцов и церквей в Польше. Как садово-ландшафтный архитектор работал в стиле раннего романтизма.
Среди наиболее заметных сооружений, спроектированных Цугом:

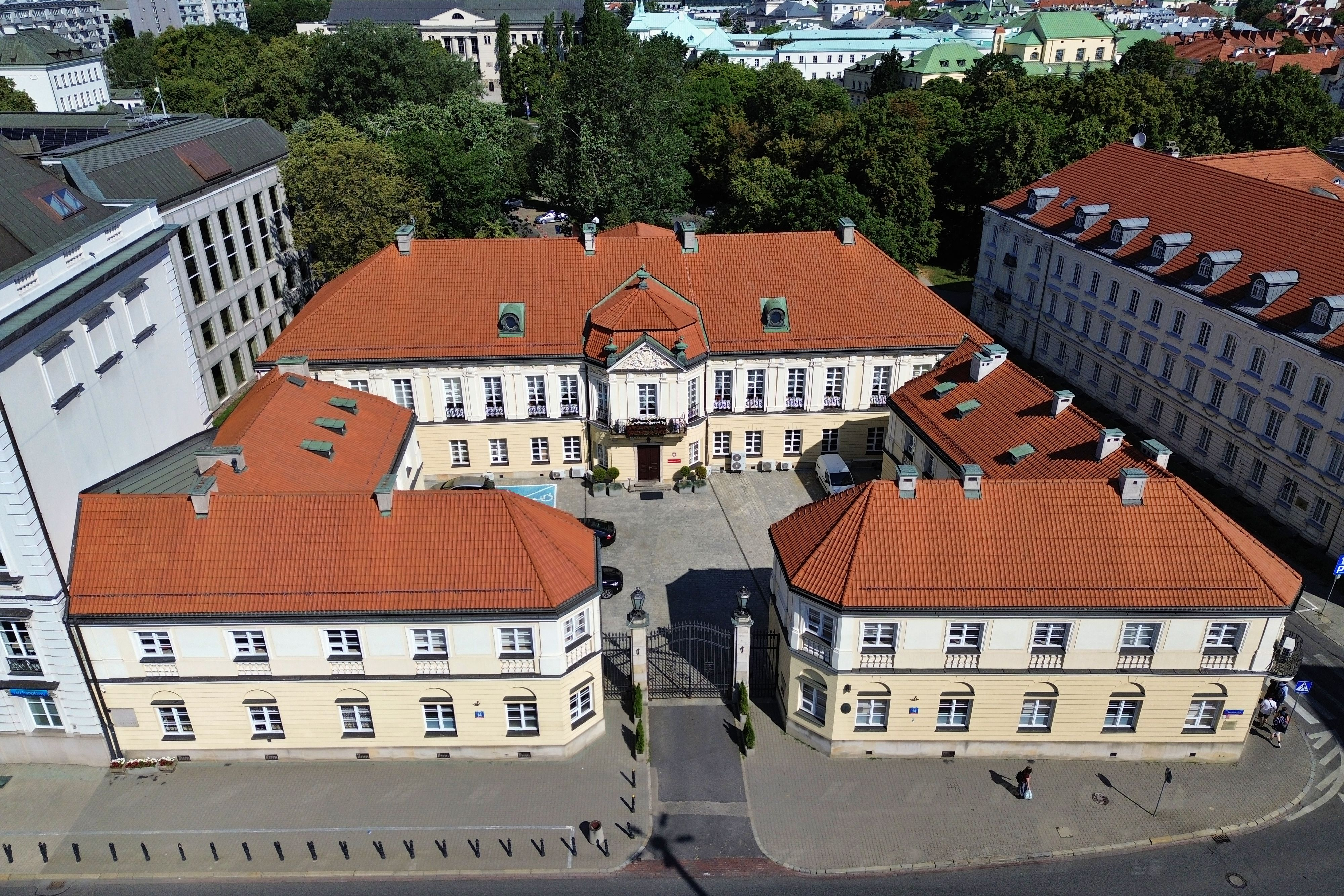
Дворец Бланка. Варшава. (Сейчас министерство спорта и туризма Польши)

- Лютеранская церковь Святой Троицы в Варшаве, известная как Церковь Цуга (1777—1782)
- Дворцово-парковый ансамбль в Натолине (Вилянув, Варшава, 1780—1782)
- Дворец Бланка (1762—1764)
- Дворец Примасовский
- Дворец Потоцких (Варшава) (в соавт.)
- Английско-китайский сад во дворце Вилянув (1784)
- Романтический сад Елены Радзивилл в с. Аркадия
- Регулярный парк Неборовского дворца (1784) и др.

Цуг также руководил реконструкцией Варшавского Арсенала. По его проекту началось строительство Лютеранского кладбища Варшавы, на котором после смерти и был похоронен архитектор.